# Willie Brown (politicus)
Willie Lewis Brown Jr. (Mineola, 20 maart 1934) is een Amerikaans politicus van de Democratische Partij. Hij zetelde meer dan 30 jaar in het California State Assembly en was er 15 jaar de voorzitter van. Van 1996 tot 2004 was Brown burgemeester van San Francisco. Als parlementsvoorzitter was Brown een van de machtigste politici van Californië en als burgemeester genoot hij nationale bekendheid.
- International Standard Name Identifier: 0000 0001 2098 3612
- Library of Congress Control Number: n82034468
- Nationale Bibliotheek van Israël: 987007301721905171
- SNAC: w68x4597
- Système universitaire de documentation: 132060892
- Virtual International Authority File: 1349876
- WorldCat: E39PBJmhMRVm8fdKhT3t3kc773